# 50. pehotna divizija (Avstro-Ogrska)
50. pehotna divizija je bila pehotna divizija avstro-ogrske skupne vojske, ki je bila aktivna med prvo svetovno vojno.

## Divizija
Divizija je sodelovala v edini avstro-ogrsko-nemški ofenzivi na soški fronti.

## Poveljstvo
Poveljniki
- Franz Kalser von Maasfeld: oktober 1914 - oktober 1915
- Edward Tunk: oktober - november 1915
- Guido Novak von Arienti: november 1915 - februar 1916
- Franz Kalser von Maasfeld: marec - junij 1916
- Karl Geřabek: junij 1916 - november 1918